# Embalse de Jibiya
El embalse de Jibiya se encuentra en el río Gada, en el área del gobierno local de Jibiya en el estado de Katsina, en el norte de Nigeria. Se construyó entre 1987 y 1989 con propósitos de regadío y agua corriente en un paisaje semiárido, con un periodo de lluvias de cuatro meses (716 mm de lluvia anual), y otros ocho meses en que los cauces de los ríos permanecen secos, con una temperatura media en la zona de 26 oC y mínimas y máximas de 15 oC y 42 oC. El río Gada solo fluye cuatro meses al año, con un área de captación de 400 km2.

## Características
El embalse tiene una capacidad de almacenamiento 142 millones de m3 La presa es una estructura de relleno de tierra con una altura de 23,5 m y una longitud total de 3.660 m. Debido a la naturaleza arenosa del suelo superficial, se utilizó un revestimiento impermeable flexible de geomembrana que pudiera adaptarse al asentamiento o deformación del terraplén.El paisaje en el sitio de la presa es subdesértico, excepto en la temporada de lluvias. 
Una evaluación de la presa en 2004 calificó su condición como "buena", pero señaló que no se habían realizado lecturas de instrumentos desde 1994 debido a la falta de capacitación de los operadores. A partir de 2007, la presa no se utilizaba para riego debido a la falta de combustible para hacer funcionar las bombas. El río Gada fluye desde Nigeria hacia Níger y luego regresa a Nigeria. En el pasado, el clima era seco durante ocho meses al año. Actualmente existe un caudal regulado durante todo el año, lo que ha mejorado el abastecimiento de agua en Níger. 
UN proyecto de 2018 sugiere la posibilidad de producir energía eléctrica de 33 Kv para abastecer la ciudad de Jibia.